# Toharistan
Tokharistan je zgodnjesrednjeveško ime za območje, ki je bilo v starogrških virih znano kot Baktrija.
V 7. in 8. stoletju n. št. je bil Toharistan pod oblastjo kitajske dinastije Tang. Upravljal ga je Generalni protektorat za pacificiranje zahoda. Toharistan je zdaj razdeljen med Uzbekistan, Tadžikistan in Afganistan.

## Imena
V veliko jezikih je ime Toharistana izpeljano iz besede Tohara. 
- V starih indijskih virih se Toharistan omenja kot Kraljestvo Tušara severozahodno od Indijske podceline. Beseda  tušara v sanskrtu pomeni snežen ali hladen.[2] V sanskrtu se zdaj imenuje तुखार (Tukhāra).
- V stari grščini se je regija imenovala Τόχαροι (Tόharoi) ali Taguroi.[3]
- Latinski zgodovinarji so jo imenovali Tohari.[4]
- V budističnem besedilu Vibhasa-sastra iz 4. stoletja se omenja kot Tokhara.
- Tibetanci so jo imenovali  Thod-kar ali Tho-gar.[3][5]
- V kitajskih virih se je imenovala 覩货罗, Duhuoluo ali 吐火罗 Tuhuoluo.[6] Prvič je bila omenjena v obdobju Severnega Veja  (386-534). V obdobju dinastije Tang se je ime prečrkovalo v Tuhuoluo (土豁羅). Druga kitajska imena so bila Doushaluo 兜沙羅, Douquluo 兜佉羅 in Duhuoluo 覩貨羅.
- V hotanščini se je regija imenovala Taugara,  v ujgurščini Twghry in v armenščini T'ukri-k'.[3]

## Prebivalci
Več portretov veleposlanikov iz Toharistana je znanih s Portretov davkoplačevalcev Lianga, prvič naslikanih v letih 526–539. Toharci so bili takrat pod vrhovno oblastjo Heftalitov, ki so v zgodnjem 6. stoletju pošiljali veleposlanike na dvor Južnega Lianga. 
- Ambasador Kubodijona na dvoru kitajskega cesarja Juana v njegovi prestolnici Džingdžou (516–520); kopija iz 11. stoletja
- Ambasador Kumedha na dvoru kitajskega cesarja Juana v njegovi prestolnici Džingdžou (516–520); kopija iz 11. stoletja
- Ambasadorji Kubodijona, Balha in Kumedha na obisku dvora dinastije Tang okoli leta 650
- Podobe Baktrijcev na pozlačeni srebrni skledi, 6. stoletje, Britanski muzej[7][8]
- Portreti na srebrni skledi[9]
- Uživanje, verjetno Baktrijcev, upodobljeno na stropu osrednje dvorane Jame 1 v Adžantskih jamskih svetiščih, Indija, 460–480[10][11][12]

### "Toharci" v Tarimski kotlini
Ime Toharci se je do zgodnjega 20. stoletja napačno uporabljalo za indoevropske  prebivalce Tarimske kotline z območij Kuča in Agni. Avtorji so bili napačno prepričani, da so ti prebivalci po poreklu iz Toharistana (Baktrija). Naziv Toharci ostaja v splošni rabi, čeprav so se indoevropski prebivalci Tarimske kotline verjetno imenovali Agni, Kuči in Loulani.

### Kitajski viri
Na nestorijanski steli iz Ši'ana, postavljeni leta 781, je avtor stele, vzhodnosirski krščanski menih Adam, v sirščini omenil, da je bil njegov stari oče misijonar-duhovnik iz Balha (sirsko 고, tardive Balkh) v Toharistanu (sirsko 국어 국이 국이 Tahuristan).

## Geografija
Ozemlje Toharistana je obsegalo gornjo dolino reke Amu Darja med gorovjema Hindukuš na jugu in Pamir-Alaj na severu.  Ozemlje je na zahodu segalo do gorovja Badakšan in na jugu do Bamijana. Arabski viri so šteli Kabul za del južne meje Toharistana in Čaganijan za del njegove severne meje. V ožjem smislu se je Toharistan morda nanašal le na regijo južno od Amu Darje. V regiji se je govoril vzhodnoiranski baktrijski jezik, aktualen od 2. do 9. stoletja.
Najpomembnejše mesto Toharistana je bil Balh, ki je bil središče trgovine med Iranom (Sasanidskim cesarstvom) in Indijo.
Toharistan je bil tri stoletja pred muslimansko osvojitvijo Perzije v letih 633–651 n. št. izven sasanidske domene. V tem času so v njem vladale dinastije hunskega ali turškega porekla, kot so bili Kidariti, Alhonski Huni in Heftaliti. V času arabskega osvajanja je bil Toharistan preko toharskih jabgujev pod oblastjo Zahodnega turškega kaganata.

## Umetnost zgodnjega srednjeveškega Toharistana
Ohranjena so številna dela zgodnjesrednjeveške toharske umetnosti, ki kažejo vpliv budistične umetnosti Gandare.

### 5. In 6. stoletje
Številni avtorji menijo, da so osebe na slikah v  Dilberdžin Tepeju in Balalik Tepeju značilne za Heftalite (450–570). V tem kontekstu so bile potegnjene vzporednice z osebami iz jame Kizil v kitajskem Turkestanu, za katere se zdi, da nosijo na splošno podobna oblačila. Slike v  Balalik Tepeju naj bi bile značilne za kratko obdobje vladavine Heftalitov v prvi polovici 6. stoletja pred prihodom Turkov.
- Freska iz Dilberdžina, 5.-6. toletje[22]
- Fragment freske iz Dilberdžina[23]
- Detajl stenske slike v Balalik Tepeju, pozno 5.-7. stoletje
- Prikaz banketa iz Balalik Tepeja, 6.-7. stoletje

### 7. stoletje
V slikarstvu obstaja "toharska umetnostna šola" z zgledi iz Kalaj Kafirnigana, Kafirkale (Tadžikistan) in Adžina Tepeja, iz obdobja, ko sta budizem in budistična umetnost doživela preporod, verjetno zaradi sponzorstev in verske strpnosti Zahodnih Turkov (toharskih jabjujev).
- Budistična stenska slika iz Kalaj Kafirnigana, Narodni muzej starin, Dušanbe, Tadžikistan, 7.-zgodnje 8. stoletje[27][28]
- Odrasla (v kaftanih) in otrok, Kafir Kala, Tadžikistan, 7. stoletje, Narodni muzej starin, Dušanbe, Tadžikistan
- Glava Bude, Kafir Kala, Tadžikistan, 7. stoletje, N
- Lov, Kafir Kala, Tadžikistan, 7. stoletje, Narodni muzej starin, Dušanbe, Tadžikistan
- Lov, Kafir Kala, Tadžikistan, 7. stoletje, Narodni muzej starin, Dušanbe, Tadžikistan

### Samanidi and Gaznavidi (10.–11. stoletje)
Islamska umetnost se je razvila v  Samanidskem in Gaznavidskem cesarstvu v 10.-12. stoletju.
- Skleda iz Hulbuka, Tadžikistan, 10.-11. stoletje, Narodni muzej starin, Dušanbe, Tadžikistan  (KN 1060)